# Lista de representantes de Cuba ao Oscar de melhor filme Internacional
Lista de filmes cubanos concorrentes à indicação ao Oscar de melhor filme internacional (anteriormente Oscar de melhor filme estrangeiro). Cuba inscreve filmes nessa categoria desde 1978. e recebeu uma indicação ao Oscar em 1994 com o filme Morango e Chocolate.
O selecionado cubano é escolhido pelo Instituto Cubano del Arte e Industria Cinematográficos, também conhecido por sua sigla em espanhol, ICAIC.

## Filmes inscritos
Todos os anos, cada país é convidado pela Academia de Artes e Ciências Cinematográficas a enviar o que consideram seu melhor filme ao prêmio de melhor filme internacional.  O comitê do prêmios então escolhe cinco indicados para formar uma lista que definirá o vencedor.
A seguir, uma lista dos filmes inscritos por Cuba. Todos os filmes foram produzidos em espanhol.
| Ano do Filme (Cerimônia) | Título em português     | Título Original          | Título em Inglês           | Direção                                 | Resultado    |
| ------------------------ | ----------------------- | ------------------------ | -------------------------- | --------------------------------------- | ------------ |
| 1978 (51ª edição)        | O Recurso do Método     | El Recurso del método    | Viva el Presidente         | Miguel Littín                           | Não indicado |
| 1987 (60ª edição)        | O Sucesso Contra o Amor | Un hombre de éxito       | A Successful Man           | Humberto Solás                          | Não indicado |
| 1988 (61ª edição)        | Cartas do Parque        | Cartas del parque        | Letters from the Park      | Tomás Gutiérrez Alea                    | Não indicado |
| 1989 (62ª edição)        |                         | Papeles secundarios      | Supporting Roles           | Orlando Rojas                           | Não indicado |
| 1990 (63ª edição)        |                         | La bella del Alhambra    | The Beauty of the Alhambra | Enrique Pineda Barnet                   | Não indicado |
| 1991 (64ª edição)        | Hello Hemingway         | Hello Hemingway          | Hello Hemingway            | Fernando Perez                          | Não indicado |
| 1992 (65ª edição)        |                         | Adorables mentiras       | Adorable Lies              | Gerardo Chijona                         | Não indicado |
| 1994 (67ª edição)        | Morango e Chocolate     | Fresa y chocolate        | Strawberry and Chocolate   | Tomás Gutiérrez Alea, Juan Carlos Tabío | Indicado     |
| 1996 (69ª edição)        |                         | Pon tu pensamiento en mí | Think of Me                | Arturo Sotto Díaz                       | Não indicado |
| 1997 (70ª edição)        |                         | Amor vertical            | Vertical Love              | Arturo Sotto Díaz                       | Não indicado |
| 2002 (75ª edição)        |                         | Nada                     | Nothing More               | Juan Carlos Cremata                     | Não indicado |
| 2003 (76ª edição)        | Suite Havana            | Suite Habana             | Suite Habana               | Fernando Perez                          | Não indicado |
| 2005: (78ª edição)       | Viva Cuba               | Viva Cuba                | Viva Cuba                  | Juan Carlos Cremata                     | Não indicado |
| 2006 (79ª edição)        |                         | El Benny                 | El Benny                   | Jorge Luis Sánchez                      | Não indicado |
| 2007 (80ª edição)        |                         | La edad de la peseta     | The Silly Age              | Pavel Giroud                            | Não indicado |
| 2009 (82ª edição)        | Os Deuses Quebrados     | Los dioses Rotos         | Fallen Gods                | Ernesto Daranas                         | Não indicado |
| 2011 (84ª edição)        | Habanastation           | Habanastation            | Habanastation              | Ian Padrón                              | Não indicado |
| 2014 (87ª edição)        | Numa Escola de Havana   | Conducta                 | Behavior                   | Ernesto Daranas                         | Não indicado |
| 2016 (89ª edição)        |                         | El acompañante           | The Companion              | Pavel Giroud                            | Não indicado |
| 2018 (91ª edição)        | Sergio & Sergei         | Sergio & Sergei          | Sergio and Sergei          | Ernesto Daranas                         | Não indicado |
| 2019 (92ª edição)        | O Tradutor              | Un Traductor             | A Translator               | Rodrigo Barriuso, Sebastián Barriuso    | Não indicado |

A primeira apresentação de Cuba foi dirigida por Miguel Littin, um diretor chileno de esquerda que foi indicado nesta categoria duas vezes, representando o México em 1975/76 (por Cartas de Marusia ) e a Nicarágua em 1982/83 (por Alsino e o Condor ). Ele também representou seu Chile natal em 2009.